# Albania (Santander)
Albania – miasto w Kolumbii, w departamencie Santander.